# Crybaby
A Crybaby Mariah Carey amerikai popénekesnő egyik dala kilencedik, Rainbow című albumán. A dalt Carey, Trey Lorenz és Snoop Dogg írták, Snoop Dogg rappel benne, producerei Mariah Carey és Damizza; egy részletet használ fel Guy Piece of My Love című számából, amit Teddy Riley, Aaron Hall, Timmy Gatling és Gene Griffin írtak. A dal arról szól, hogy Carey álmatlanságban szenved, mert egy véget ért kapcsolat emlékei gyötrik. Maga a „crybaby” szó nem hangzik el benne, csak az „I cry, baby, over you and me” szöveg a refrénben. A Crybaby dupla A-oldalas kislemezként jelent meg a Can’t Take That Away című dallal.

## Fogadtatása
A Can’t Take That Away/Crybaby az album utolsó kislemezeként jelent meg, és csak kevés promóciót kapott, aminek forrása az énekesnő és a lemezcég közti konfliktus volt. Úgy tervezték, hogy a Can’t Take That Awayt a mainstream Top 40 számokat játszó rádiók, a Crybabyt pedig a hiphop/R&B-rádiók fogják adni, és előbbi a Billboard Hot 100, utóbbi a R&B-slágerlistára kerül. A dalokat azonban az elégtelen promóció következtében nem nagyon játszották a rádiók, és mivel a Crybabyt játszották többször, ez a dal került fel a slágerlistára. (1998-ban a Billboard Hot 100-t kislemezslágerlistáról dalslágerlistára változtatták; korábban a dupla A-oldalas kislemezek dala együtt került fel rá a népszerűbb dal adatai alapján, de 1998 után már csak a többet játszott dal került a slágerlistára.)
A Hot 100 Airplay slágerlistára a Crybaby nem került fel. A Billboard Hot 100-on csak kereskedelmi forgalomba kerülő kislemezként való megjelentetése után, az eladások alapján került fel, és csak a 28. helyig jutott. Hiába kelt el sok a kislemezből, a rádiós játszások hiánya miatt nem juthatott magasra a Hot 100-on; csak két hetet töltött a Top 40-ben és hét hetet a listán. Ez volt Carey első kislemeze, ami nem került be a Top 20-ba (korábban a legalacsonyabb helyig jutó kislemeze a When You Believe (1998) volt, ami a 15. helyig jutott).

## Videóklip és remixek
A dal videóklipjét Sanaa Hamri rendezte. A klipben a nyugtalannak tűnő Carey a lakásán látható, Snoop Dogg pedig a tévében rappel. Mivel a Crybabynek az albumon hallható változata több mint öt perc hosszú, egy rövidebb változatot készítettek a rádiók számára, de hivatalos remixek nem készültek. Egy Junior Vasquez által készített nem hivatalos remix azonban kiszivárgott az internetre.
Carey és Snoop Dogg legközelebb a The Emancipation of Mimi (2005) albumon hallható Say Somethin’ című számon dolgoztak együtt.

## Változatok
CD maxi kislemez (USA)
1. Can’t Take That Away (Mariah’s Theme)
2. Crybaby
3. Love Hangover / Heartbreaker

CD maxi kislemez (Kanada, USA, Dél-Afrika)
1. Can’t Take That Away (Mariah’s Theme) (Morales Revival Triumphant Mix)
2. Can’t Take That Away (Mariah’s Theme) (Morales Club Mix)
3. Can’t Take That Away (Mariah’s Theme) (Morales Instrumental)
4. Crybaby (Album version)
5. Can’t Take That Away (Mariah’s Theme) (Album version)

7" kislemez (USA)
1. Can’t Take That Away (Mariah’s Theme)
2. Crybaby

12" maxi kislemez (USA)
1. Can’t Take That Away (Mariah’s Theme) (Morales Club Mix)
2. Can’t Take That Away (Mariah’s Theme) (Morales Instrumental)
3. Can’t Take That Away (Mariah’s Theme) (Album version)
4. Can’t Take That Away (Mariah’s Theme) (Morales Revival Triumphant Mix)
5. Crybaby (Album version)

Kazetta (USA)
1. Can’t Take That Away (Mariah’s Theme)
2. Love Hangover / Heartbreaker
3. Crybaby

## Helyezések
| Slágerlista (2000)                             | Legmagasabb helyezés |
| ---------------------------------------------- | -------------------- |
| USA ARC Weekly Top 40                          | 32                   |
| USA Billboard Hot 100                          | 28                   |
| USA Billboard Hot R&B/Hip-Hop Singles & Tracks | 23                   |